# Château de Hellbrunn
Le château de Hellbrunn (en allemand : Schloss Hellbrunn) est un château et un monument historique qui se situe au sud de Salzbourg, en Autriche. Le palais est entouré d'un grand jardin qui s'ouvre sur le spacieux espace paysager, une partie étant utilisée par le zoo de Salzbourg.

## Histoire du château de Hellbrunn

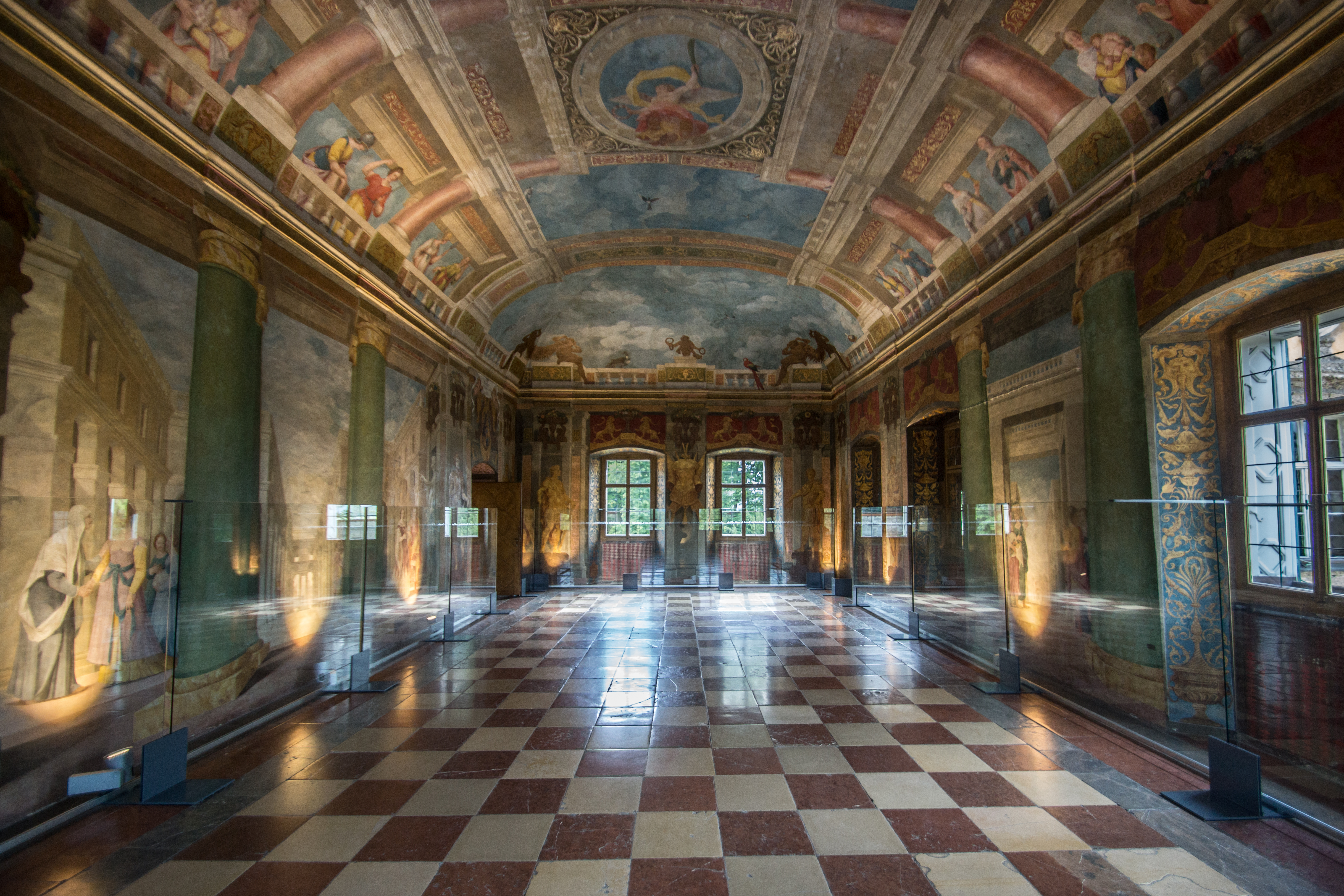
La salle de banquet.

En 1612, le comte Marcus Sitticus de Hohenems, élu prince-archevêque de Salzbourg, décida de faire construire un palais d'été (villa suburbana) dans les réserves de chasse à Hellbrunn. L'architecte suisse Santino Solari (1576-1646) qui était également chargé de superviser la reconstruction de la cathédrale de Salzbourg a conçu les plans. Les travaux commencèrent l'année suivante, ils se sont achevés en 1615.

## Les jardins
L'eau y joue un rôle de tout premier plan. Grâce aux automates animés par la seule force de l'eau ou aux très nombreuses fontaines qu'il avait fait jaillir, le prince-évêque sut parfaitement surprendre ses hôtes et même les déroute 

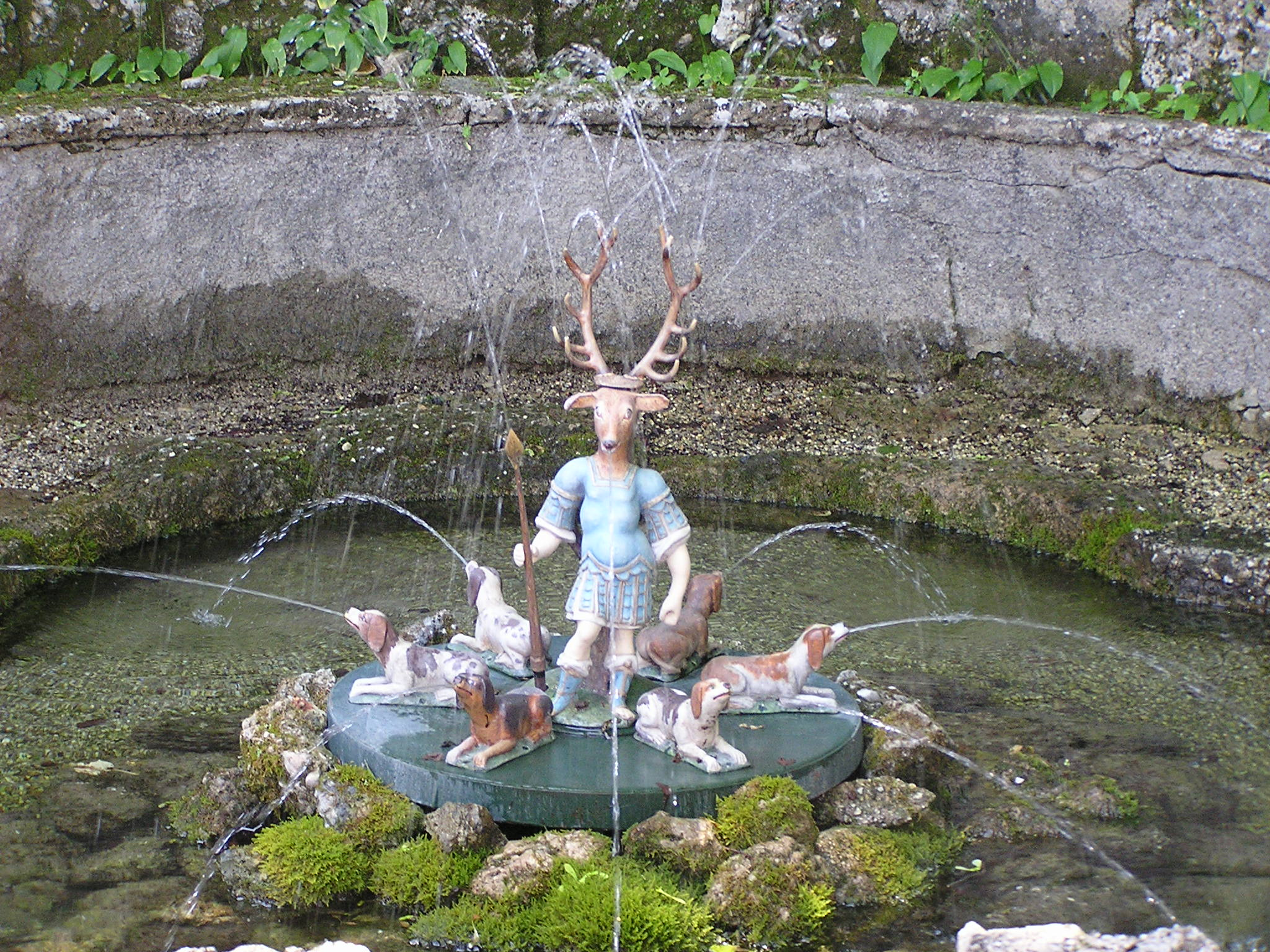
Acteon crachant de l'eau

.

## La pièce d'argent Château de Hellbrunn
En 2004, dans la série de pièces consacrée à l'Autriche et son peuple (Österreich und sein Volk), l'Autriche a frappé une pièce de collection en argent de 10 euro dédiée au Château de Hellbrunn.

## Iconographie

### Décorations de la chambre de musique

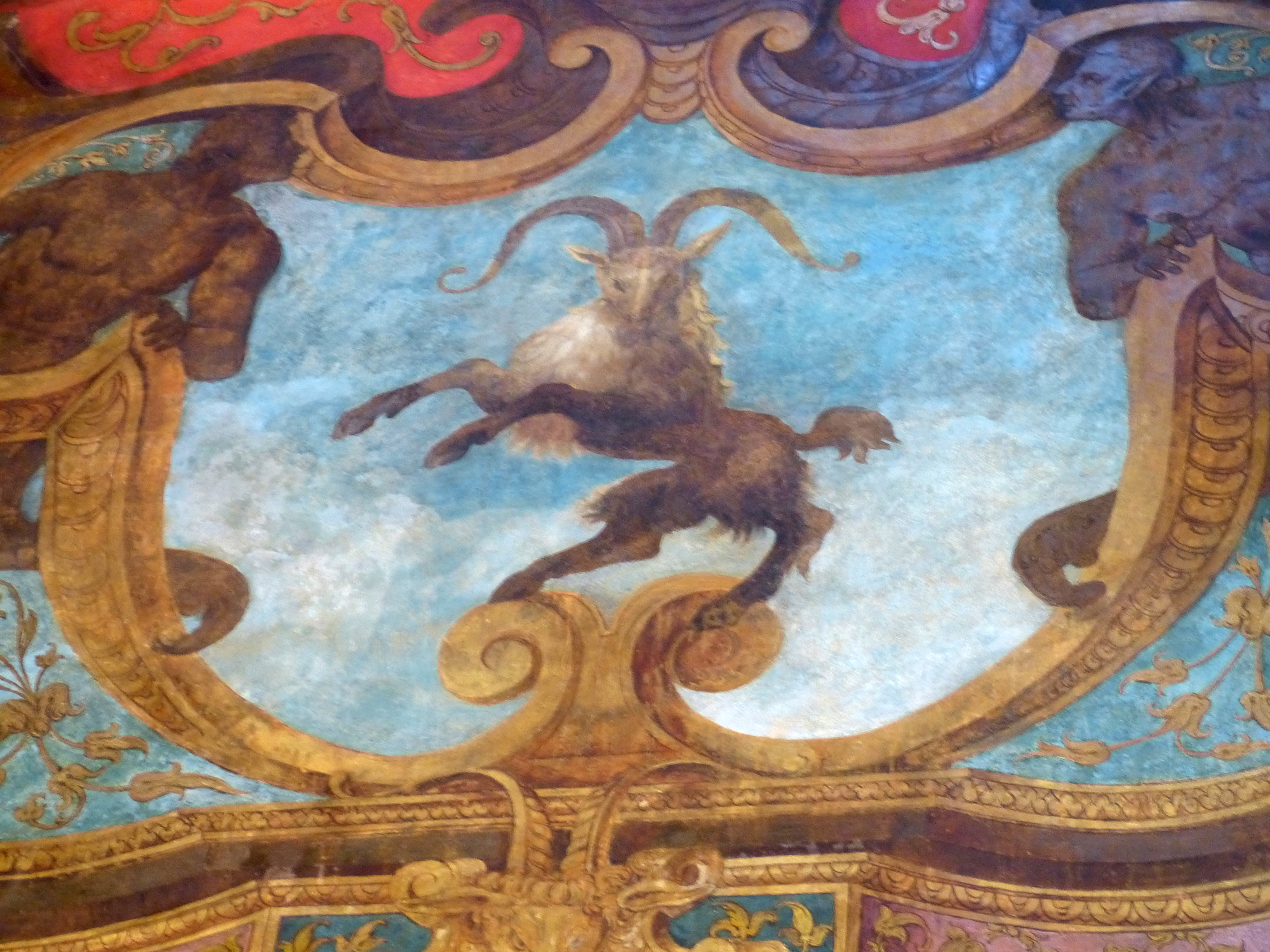
Armes de Marcus Sitticus.
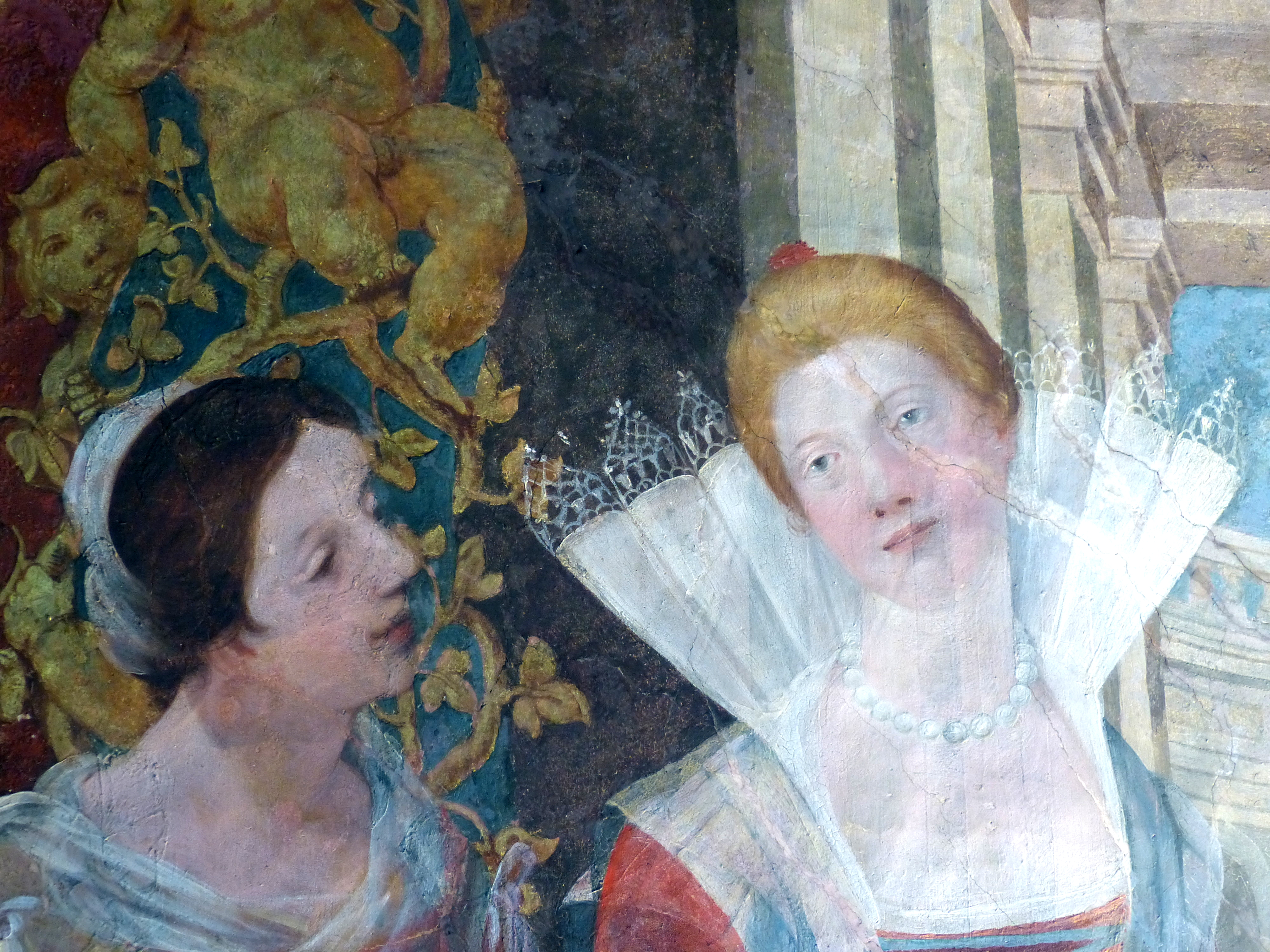
Détail d'une fresque.
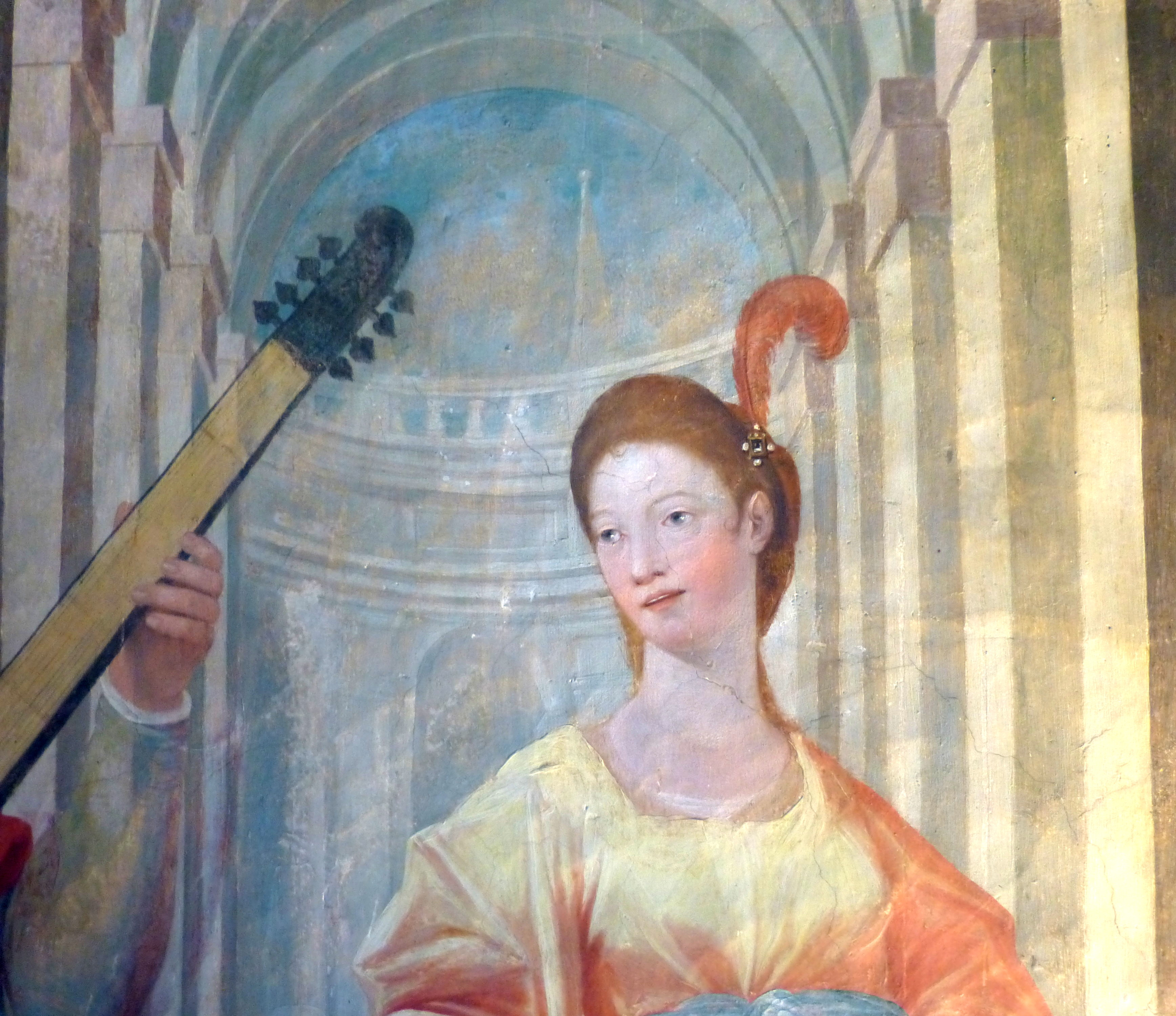
Détail d'une fresque.
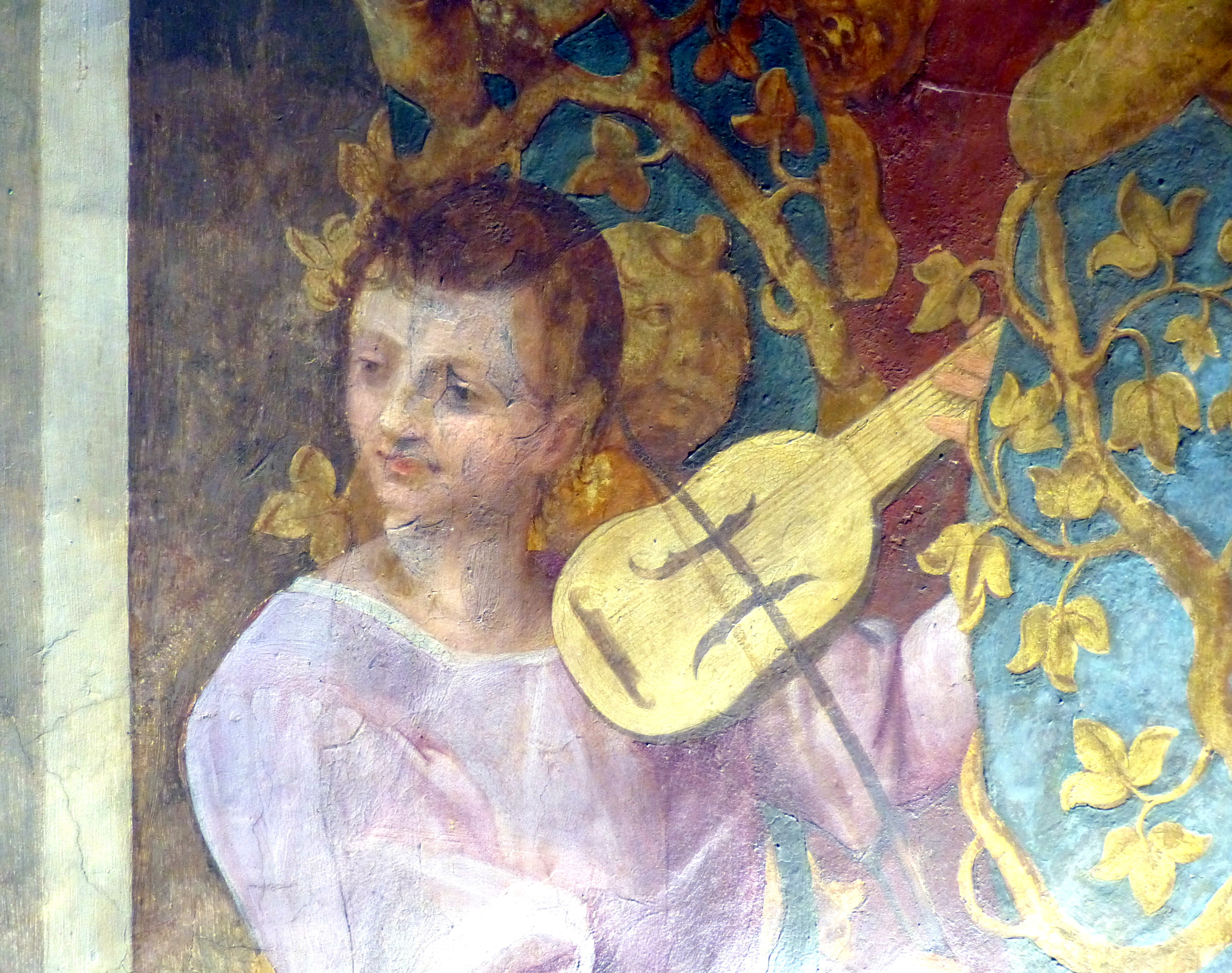
Détail d'une fresque.
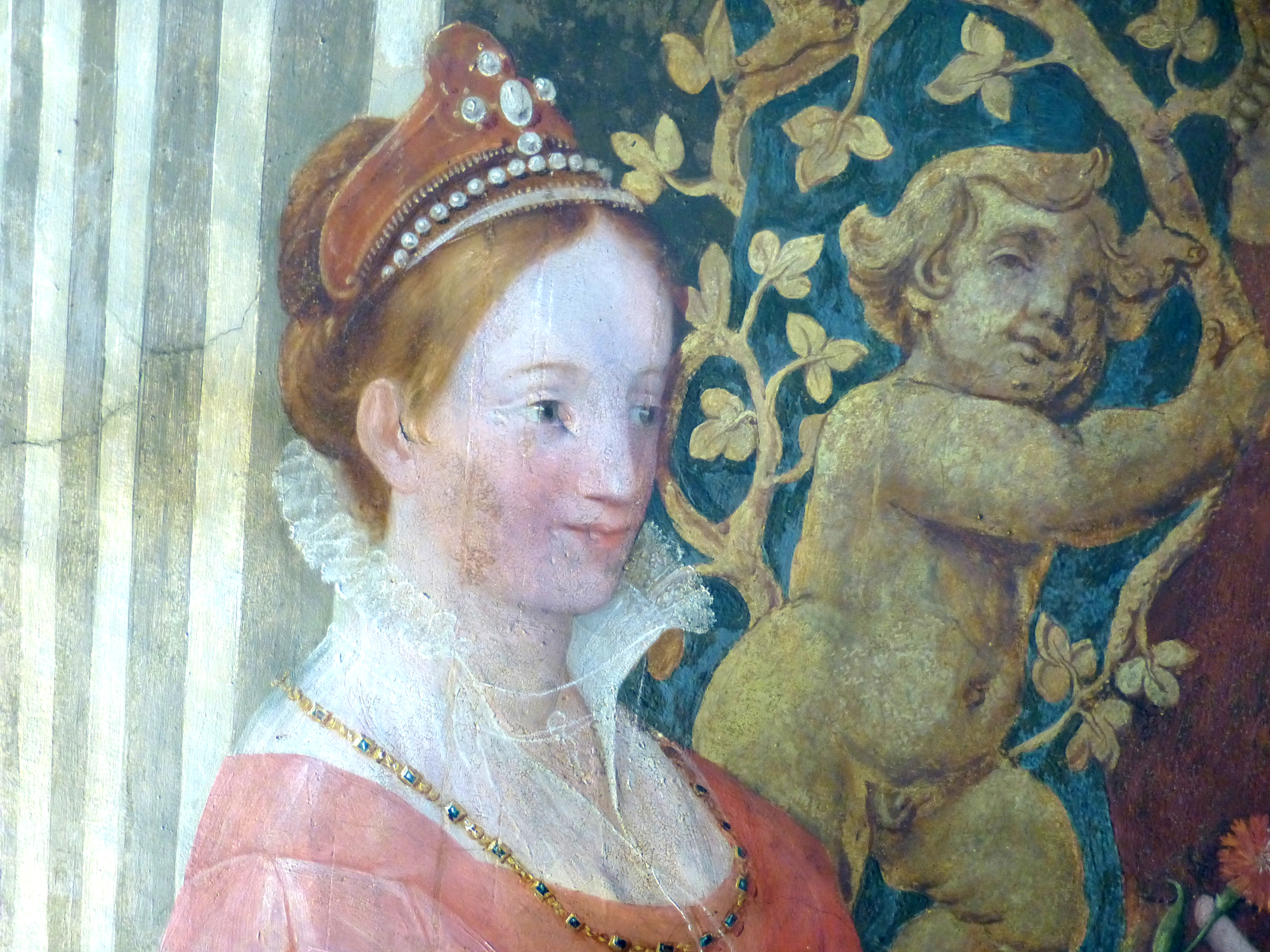
Détail d'une fresque.
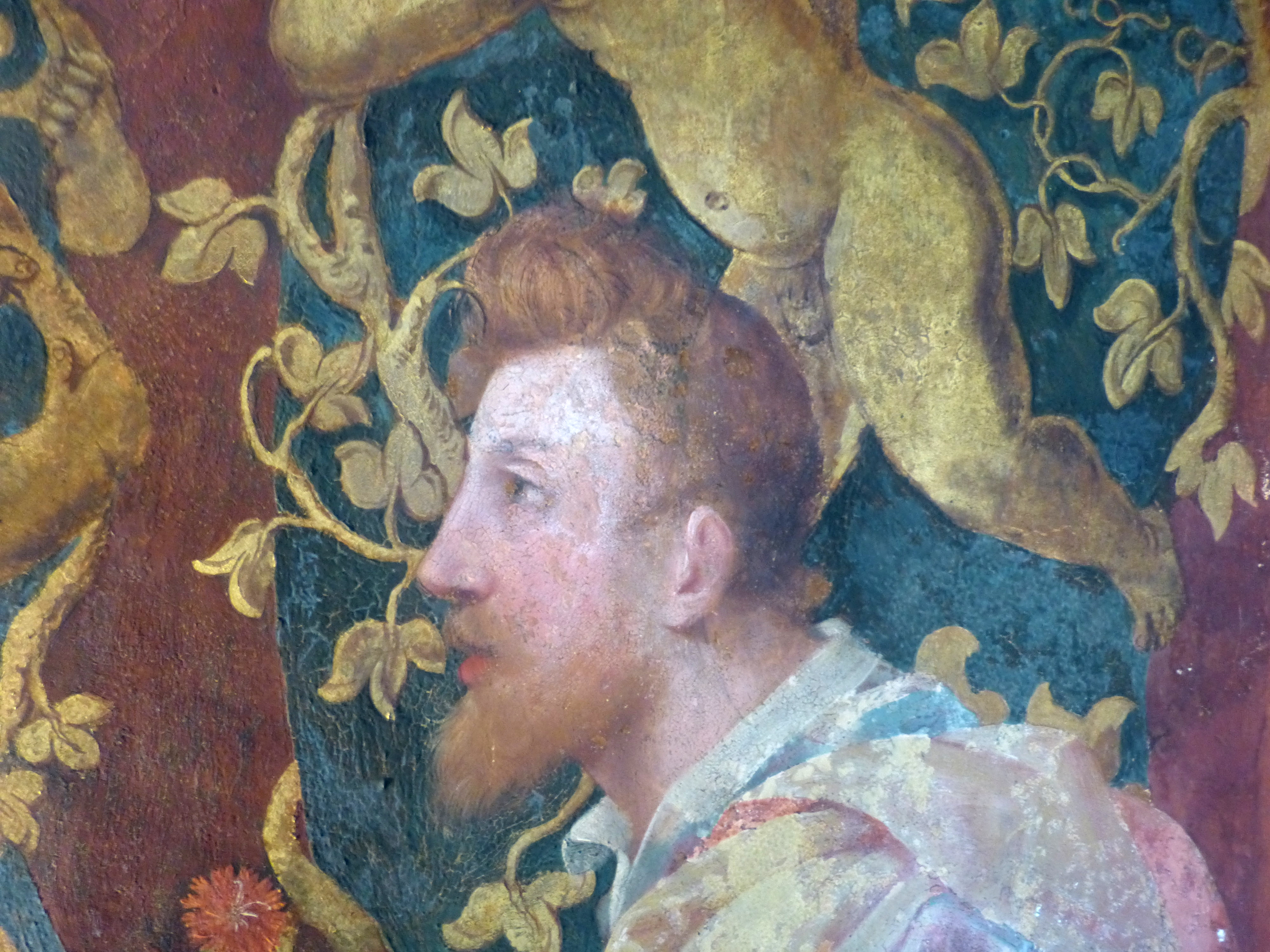
Portrait de Marcus Sitticus.
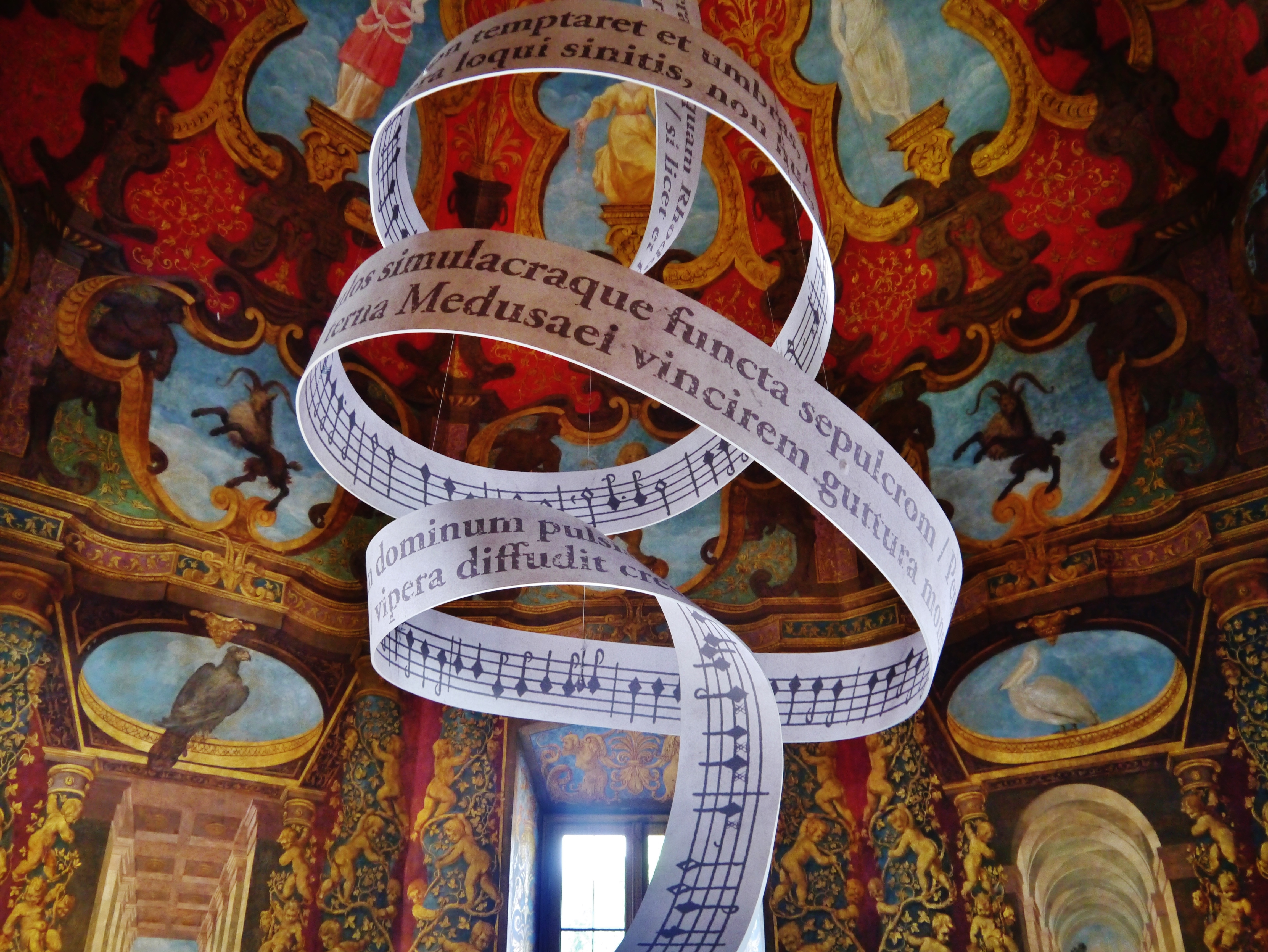
Notes en spirale
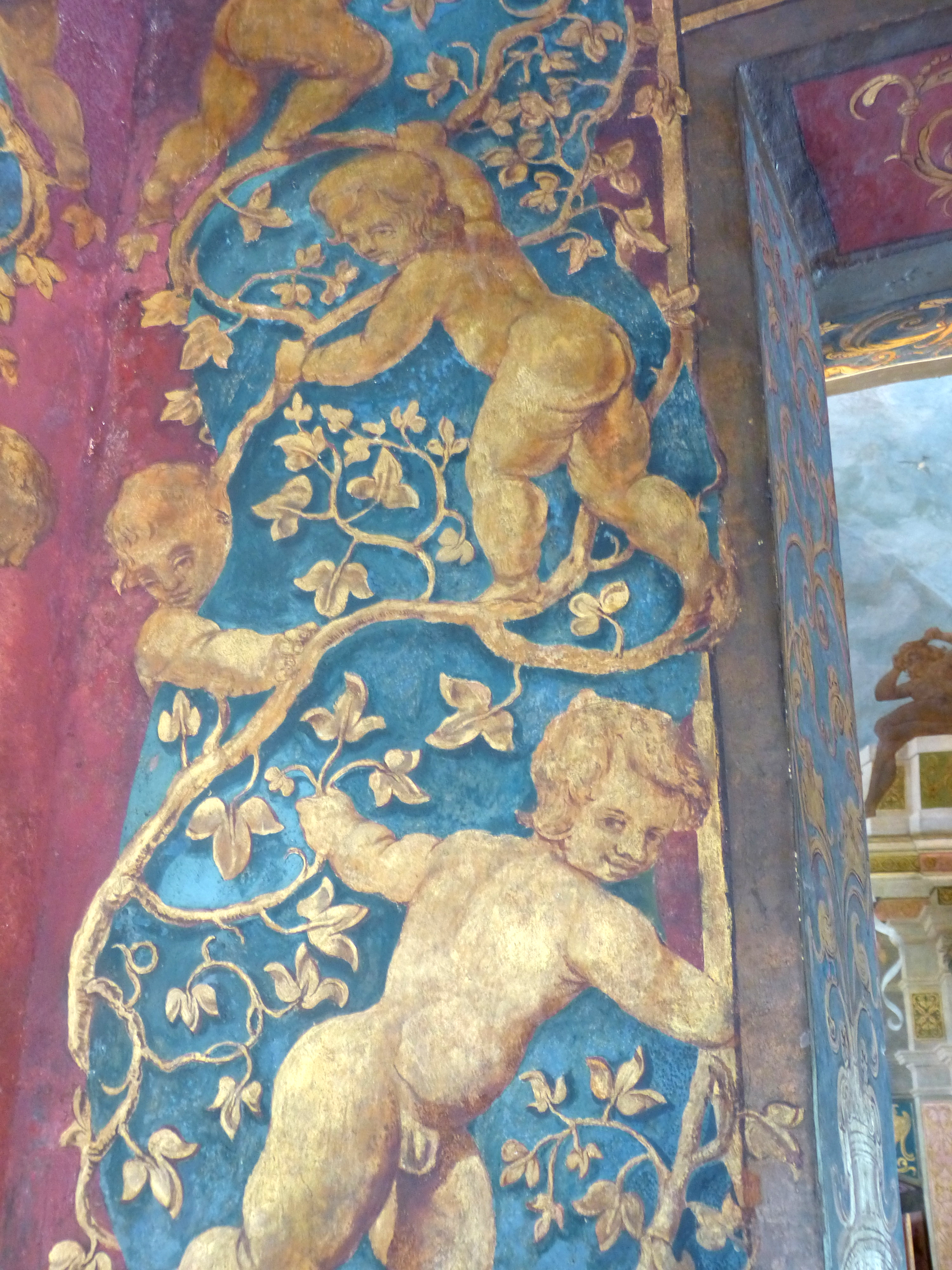
Détail d'une fresque

#### Bases de données et dictionnaires
- (de + en) Site officiel
- Ressource relative aux beaux-arts :   - Grove Art Online
- Ressource relative à la musique :   - MusicBrainz
- Notices d'autorité :   - VIAF
  - LCCN
  - GND
  - Israël
  - Tchéquie